# Kabbalah Centre
Das Kabbalah Centre ist eine alternative kabbalistische Organisation, die von Philip Berg und dessen Ehefrau und designierter Nachfolgerin Karen Berg geführt wird.

## Entwicklung und Strukturen des Kabbalah Centres
1969 gründete Rav Philip Berg das erste Kabbalah Centre in Tel Aviv. Es existieren weltweit 40 Zentren. Die größten sind in Tel Aviv, Los Angeles, New York, Miami, Boca Raton, Mexiko-Stadt, São Paulo, Moskau und London. Es existiert auch eines in Berlin. Das Vermögen der Organisation soll sich auf etwa 25 Millionen US-Dollar belaufen. Der Bewegung gehören schätzungsweise 60.000 bis 200.000 Anhänger an. Bekannt wurde sie, weil sich zahlreiche Prominente, wie etwa die Musikerin Madonna, zu den Lehren bekennen.

## Kritik
Philip Berg verbreitet angeblich eine bequeme, konsumentenfreundliche Lehre. Rabbiner, Judaisten und echte Kabbala-Kenner kritisieren deren Oberflächlichkeit. So erklärt Rabbi David Wolpe aus Los Angeles: „Wenn tiefe geistliche Wahrheiten in einen Mixer getan und als seichter Aufwasch serviert werden, schadet das einer großen Tradition und ist nicht besser als Quacksalberei.“
Laut Berg solle man – auch wenn man der hebräischen Schrift oder der hebräischen Sprache nicht mächtig ist – nur mit seinen Augen die entsprechenden Zeilen des Sohars bzw. Die 72 Namen Gottes (Genien) überfliegen, schon habe man den Inhalt „gescannt“. Durch das Meditieren über den Schriftzug soll eine Verbindung mit den „Qualitäten des Genius“ erfolgen, was je nach Zuständigkeitsbereich des Genius zu finanziellen Vorteilen, Gesundheit, Erfolg und dergleichen verhelfen soll. Diese These wird zwar dort verbreitet, wird aber von Kritikern verkürzt wiedergegeben, denn in der Tat sollte man sich auch hier ernsthaft mit seiner Tikun Olam (hebr. ‚Heilung‘) und seinen Qlīpōt auseinandersetzen, um spirituell „weiter“ zu kommen. Hilfe von höheren Welten sollen auch durch eine „20-Sekunden-Meditation“ oder durch bestimmte Konsumartikel wie Trinkwasser, Gesichtscreme oder Mystik-Schmuck entfaltet werden. Berg versteht seine Lehre im Übrigen nicht als spezifisch jüdisch, sondern als eine „Technologie für die Seele“, welche problemlos auch von Christen oder Muslimen praktiziert werden könne. Weiter verkündigt Berg Lehren wie „Jeder hat verdient, was er hat“ und Reinkarnation. Das kommt millionenschweren Stars besonders entgegen, sagen Kritiker. Jedoch soll sich, laut Kabbalah Centre, eine Seele deshalb wieder inkarnieren dürfen, nicht um reich zu werden, sondern um versäumte Lebensziele „abzuarbeiten“ bzw. in erneut gewährter Gelegenheit „zu bewältigen“ (Stichworte: Tikun Olam, Qlīpōt). Bezug zu materiellem Reichtum wird in symbolischer Verbindung mit dem Geben von Tzedaka gesehen.

## Traditionelle jüdische Kabbala
Traditionelle jüdische Kabbalisten investieren viele Jahre in das ernsthafte Studium von Hebräischer Sprache, Tora, Aramäischer Sprache, Talmud und Sohar, um die Mystik des Lebensbaumes und der Sefirot verstehen zu können, und streben durch ihr Tun ein spirituell reines und heiliges Leben an, als Beitrag zur Tikkun Olam (‚Heilung der Schöpfung‘).